# Shadow of Rome
Shadow Of Rome је видео-игра за Плејстејшн 2 играчку конзолу. Игра је жанровска комбинација шуњалице и акционе игре. Радња се одиграва у Старом Риму у времену Јулијеваца-Клаудијеваца.